# داميان أوليفر
داميان أوليفر (بالإنجليزية: Damien Oliver)‏ هو فارس أسترالي، ولد في 22 يونيو 1972 في برث في أستراليا.